# Frank Fischer (Moderator)
Frank Fischer (* 22. Mai 1970 in Püttlingen) ist ein deutscher Hörfunkmoderator und Redakteur.

## Leben
Fischer wuchs im Saarland auf. Mit 14 absolvierte er ein Praktikum bei der Saarbrücker Zeitung, schrieb dort seine ersten Artikel und bekam ein Jahr später bei der Wochenzeitung Saar-Zeitung (Grossrosseln) eine eigene Jugendkolumne mit Interviews und Backstage-Berichten. Nach der Mittleren Reife machte er eine Lehre als Kaufmann im Einzelhandel in einem Tonträgerfachgeschäft. 1987 hatte er erste Erfahrungen beim deutschsprachigen Sender Radio Forum im französischen Forbach. 1998 kehrte Fischer für kurze Zeit zum Medium Print zurück und schrieb für den Leipziger Wochenkurier eine satirische Kolumne.
Nach einer Tätigkeit als DJ im gesamten Bundesgebiet, in Österreich, sowie der Schweiz, wechselte Fischer 1997 zu Energy Sachsen der NRJ Group und moderierte dort vorwiegend den Vormittag, aber auch diverse andere Shows. Er konzipierte die NRJ-Talknight, die zwei Mal pro Woche zwischen Mitternacht und 5 Uhr Morgens lief. 2000 wechselte er zu Antenne Bayern (die Bayrische Nacht, On the road again, History, Danceparty), und 2001 zu Radio PSR (Klaus und das Morgenteam, Best of Klaus und das Morgenteam). Von Dezember 2018 bis Dezember 2019 war Fischer bei Radio Schlagerparadies.
Von 2008 bis 2010 war er Redaktionsleiter und Morningshow-Host bei Radio Saarbrücken. Fischer interviewte zahlreiche Prominente wie etwa den Musiker Wolfgang Niedecken. Er  konzipierte die Radio-Comedy Geschichten aus dem Bärenwald, von der ca. 120 Folgen produziert wurden.